# Зайончкув (Мазовецьке воєводство)
Зайончкув (пол. Zajączków) — село в Польщі, у гміні Хотча Ліпського повіту Мазовецького воєводства.
Населення — 64 особи (2011).
У 1975-1998 роках село належало до Радомського воєводства.

## Демографія
Демографічна структура станом на 31 березня 2011 року:
|          | Загалом | Допрацездатний вік | Працездатний вік | Постпрацездатний вік |
| -------- | ------- | ------------------ | ---------------- | -------------------- |
| Чоловіки | 40      | 7                  | 29               | 4                    |
| Жінки    | 24      | 2                  | 11               | 11                   |
| Разом    | 64      | 9                  | 40               | 15                   |